# Chris Haring

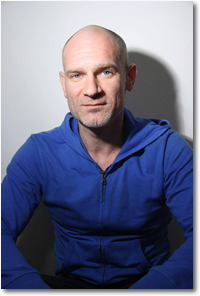
Chris Haring (2011)

Christian Haring (* 18. Dezember 1970 in Schattendorf) ist österreichischer Tänzer und Choreograf. Er ist Mitbegründer und künstlerischer Leiter der Tanzkompanie Liquid Loft.

## Leben
Chris Haring studierte Musik- und Bewegungserziehung an der Universität für Musik und darstellende Kunst und Psychologie in Wien. Nach seinen Studien absolvierte er Weiterbildungen in New York, u. a. an der Cunningham School. Er arbeitete als Tänzer mit Compagnien wie Nikolais/Luis Dance Cie. (USA), man act (GB), Nigel Charnock (GB), DV8 Physical Theatre (GB), Cie. Willi Dorner (A) und Pilottanzt (A). Für seine Choreografien arbeitete er mit bildenden Künstlern wie Erwin Wurm, Michel Blazy, Aldo Giannotti, dem Musiker Peter Rehberg oder dem Medienkünstler Klaus Obermaier zusammen. Auf Basis der Bühnenstücke entstanden Filme in Co-Regie mit der Filmemacherin Mara Mattuschka.
2005 gründete Haring gemeinsam mit dem Musiker Andreas Berger, der Tänzerin Stephanie Cumming und dem Dramaturgen Thomas J. Jelinek die Tanzkompanie Liquid Loft. In ihren Performances und Installationen wird zeitgenössischer Tanz stets in direkter Verbindung zu anderen zeitgenössischen Kunstformen gesetzt, um so ein schlüssiges Gesamtkunstwerk entstehen zu lassen. Die eigenwillige Bild- und Formensprache, die unverkennbaren akustischen Bühnensets und die eigenwillige tänzerische Umsetzung brachte Liquid Loft internationale Anerkennung und Auszeichnungen. Die Produktionen von Liquid Loft wurden an internationalen Häusern und bei Festivals wie Rencontres Chorégraphiques Saint-Denis, Théâtre national de Chaillot Paris, Impulstanz Vienna International Dance Festival, Tanzquartier Wien, Burgtheater Wien, Southbank Center London, MODAFE Seoul, Künstlerhaus Mousonturm Frankfurt, Julidans Amsterdam, Suzanne Dellal Center Tel Aviv, Trafo Budapest, La Bâtie-Festival de Genève, La Biennale di Venezia, The Place London, Tanzhaus NRW Düsseldorf, Biennale de la Danse Lyon, Kampnagel Hamburg, Melkweg Amsterdam, World Expo Zaragoza, Shanghai Dance Festival, Opera de Monte Carlo u. a. gezeigt.
2007 erhielt Haring mit Liquid Loft den Goldenen Löwen bei der Biennale Venedig für das Stück „Posing Project B – The Art of Seduction“ mit Liquid Loft.

## Choreografien
- D.A.V.E., 1999 (mit Klaus Obermaier)
- Vivisector, 2002 (mit Klaus Obermaier)
- Fremdkoerper, 2003
- Diese Körper, Diese Spielverderber, 2004
- Legal Errorist, 2004
- My Private Bodyshop, 2005
- Kind of Heroes, 2005
- Running Sushi, 2006
- Posing Project A – The Art of Wow, 2007
- Posing Project B – The Art of Seduction, 2007
- The China Project & Lovely Liquid Lounge, 2009 (mit Jin Xing Dance Theatre)
- Sacre – The Rite Thing, 2010 (mit Les Ballets de Monte-Carlo)
- Talking Head, 2010
- WELLNESS (The Perfect Garden), 2011
- Mush:Room (The Perfect Garden), 2012
- Groza, 2012 (mit Dialogue Dance, Kostroma)
- Mush: Room (extended), 2012
- Grace Note, 2012 (mit Phace Ensemble im Rahmen von Wien Modern)
- Deep Dish (The Perfect Garden), 2012
- LEGO LOVE, 2013 (mit Staatstheater Kassel)
- Frozen Laugh, 2014 (mit Ballett Moskau)
- Shiny, shiny… (Imploding Portraits Inevitable), 2014
- False Colored Eyes (Imploding Portraits Inevitable), 2015 (Burgtheater Wien, Impulstanz Vienna International Dance Festival)
- Candy’s Camouflage, 2016
- Schwanensee, 2022 (Landestheater Linz, Tanz.Linz)[4]

## Filme
Co-Regie mit Mara Mattuschka
- Legal Errorist, 2005 (Permanente Ausstellung im Centre Georges-Pompidou, Paris)
- Part Time Heroes, 2007
- Running Sushi, 2008
- Burning Palace, 2009
- Perfect Garden, 2014

## Preise
- 2004 Preis für Beste Performance bei der Biennale de la Dance Lyon, mit “Fremdkoerper”
- 2007 Goldener Löwe der Biennale in Venedig für “Beste Performance” mit Posing Project B – The Art of Seduction (mit Liquid Loft)
- 2008 NORMAN, Wand 5, Stuttgarter Filmwinter für „Part Time Heroes“, (mit Mara Mattuschka / Liquid Loft)
- 2008 Bester innovativer Experimental-, Animations und Kurzfilm bei der Diagonale – Festival des österreichischen Films mit “Running Sushi” (mit Mara Mattuschka / Liquid Loft)
- 2009 Diaphone Award, Cindeans, Amsterdam, für „Burning Palace“, (mit Mara Mattuschka / Liquid Loft)
- 2009 Publikumspreis, Wand 5, Stuttgart für „Running Sushi“, (Mara Mattuschka / Liquid Loft)
- 2009 Preis der Kurzfilmtage Oberhausen, für „Burning Palace“, (mit Mara Mattuschka / Liquid Loft)
- 2010 outstanding artist award – Darstellende Kunst, Bundesministerium für Unterricht, Kunst und Kultur